# مقاطعة فلوره
مقاطعة فلوره (بالألبانية:  Qarku i Vlorës) هي واحدة من 12 مقاطعة في ألبانيا.عدد سكانها في تعداد 2011 بلغ 175640 ، في مساحة 2706 كيلومتر مربع. وعاصمتها هي مدينة فلوره.